# Parque ecológico El Boquerón
Parque Ecológico El Boquerón está localizado a 11 kilómetros de Río Dulce, sobre la carretera que conduce al castillo de San Felipe, se encuentra este sitio ecológico. 

## Flora y fauna
Posee especies de animales y plantas del Bosque Subtropical Cálido muy Húmedo, el cual comprende el 37% del territorio guatemalteco.  Se llega a través de una calle recientemente asfaltada. Una de las principales características son las paredes gigantes de rocas, bañado por el Río Sauce que forma un gran cañón natural, cuyas aguas son tibias y cristalinas y navegables en cayuco. El Boquerón es una reserva privada con paredes de vegetación de más de 100 metros de altura, habitadas por monos aulladores y diversidad de aves.

## Ubicación
El Parque Ecológico El Boquerón, se encuentra en El Estor Izabal, es un paraje natural y un hermoso pasaje, que ha sido considerado como desconocido e impresionante, haciendo sentir al visitante como dentro de un gigante rodeado de flora y fauna característica.
El recorrido por el cañón del Río Sauce se hace en lancha contando con 35 km de longitud, que tarda unas dos horas y media, hasta su desembocadura en el Lago de Izabal, en los que se van sorteando las rocas, donde también hay cuevas que se pueden visitar.